# Europese weg 573
De Europese Weg 573 of E573 is een Europese weg die loopt van Püspökladány in Hongarije naar Oezjhorod in Oekraïne.

## Algemeen
De Europese weg 573 is een Klasse B-verbindingsweg en verbindt het Hongaarse Püspökladány met het Oekraïense Oezjhorod en komt hiermee op een afstand van ongeveer 190 kilometer. De route is door de UNECE als volgt vastgelegd: Püspökladány - Nyíregyháza - Tsjop - Oezjhorod.